# Anabropsis modesta
Anabropsis modesta är en insektsart som beskrevs av Andrej Vasiljevitj Gorochov 2001. Anabropsis modesta ingår i släktet Anabropsis och familjen Anostostomatidae. Inga underarter finns listade i Catalogue of Life.